# Ribe
Ribe er en by i Sydvestjylland med 8.367 indbyggere  (2025), hører til Esbjerg Kommune og er beliggende i Region Syddanmark. Ribe er Danmarks ældste by, og fejrede sit 1300 års jubilæum i 2010. Byen ligger i et marskområde og har gennem historien været præget af oversvømmelser, da Ribe Å slynger sig gennem byen ad flere grene, før den, gennem Kammerslusen når Vadehavet.
Ribe var allerede en handelsplads under vikingetiden, i begyndelsen af 700-tallet. Der blev bygget en kirke her i slutningen af 800-tallet - den tredjeældste kirke i Skandinavien - og i 948 er der et bispesæde. Byen blev vigtig både for kirken og som handelscentrum, og var i middelalderen blandt landets største byer. Da Ribe Å blev ufarbar for skibe i slutningen af 1600-tallet gik det dog stærkt tilbage, og med Esbjergs grundlæggelse i 1868 blev byens industri også udfordret. I dag valfarter tusindvis af turister fra hele verden hvert år til byen for at opleve den gamle købstads atmosfære. Ribe Katedralskole har en poetisk tilknytning til den skolestue der fandtes ved domkapitlet i 1145, og Ribe Domkirke står som et monumentalt centrum i det rige turistmiljø blandt restaurerede gademiljøer og flere museer, herunder to som beskæftiger sig med vikingetiden.

## Historie
Arkæologen Morten Søvsø forbinder navnet med det latinske ripa, der betyder flodbred. Ribes indbyggere kaldes ripensere.
To store udgravninger, 1973-1975, og 2008-2012, har understreget den frisiske indflydelse i Ribes tidlige historie, 
2018 blev der ved Damhus syd for Ribe fundet en møntskat med 262 nyslåede mønter fra 800-tallet.De efterfølgende detektorafsøgninger og udgravninger på stedet viste, at alle mønterne måtte stamme fra en samlet deponering, der har været gravet ned i et ubebygget område, hvor der ikke var spor af anden menneskelig aktivitet. Arkæologerne formoder, at mønterne har været givet som et offer til guderne, og derfor har det ikke været meningen, at mønterne skulle hentes op igen.

### Vikingetiden
Ribe anses for Danmarks ældste by, med en historie der strækker sig tilbage til mellem 704 og 710, hvor der lå en handelsplads på stedet - den nær eksakte datering skyldes en dendrokronologisk undersøgelse af tømmer i et brøndanlæg. Placeringen var god til handel, da der var adgang til havet via Ribe Å, og der kunne rejses over land både mod nord og syd, og til den jyske østkyst. Også nævneværdigt er handlen med mennesker - olddansk træl; slaver. Der er ikke fundet spor efter handlen med trælle, som typisk kun levner få spor i det arkæologiske materiale, så det er et vanskeligt tema. Jordundersøgelser har vist spor efter store mængder husdyrgødning, og analysen af "frø, frugter og andre makrofossiler" indikerer også en lokal agerdyrkning. Det arkæologiske fundmateriale består for det meste af keramikskår, hornsplinter og glasstykker. En del keramik er fortolket som støbeforme til kobbergenstande, blandt andet bæltespænder, mens horn og glas tyder på en produktion af hornkamme og glasperler, der er kendte handelsvarer på den tid. Hundredevis af vævevægte - sådanne der bruges i en opstadsvæv - samt forekomsten af knogler efter får tyder på der har været en tekstilproduktion på stedet. Der er også fundet et stort antal ravstykker, mest uforarbejdet, men mængden tolkes som tegn på forarbejdelsen af ravsmykker. Slaggerester fra jernsmedning, og 117 hvæssesten, heraf 17 fra Eidsborg, fuldender billedet af den sammensatte produktionsvirksomhed, der nok har haft sin livligste fase omkring midten af 700-tallet. Endelig har fundet af i alt 218 mønter af typen sceatta og deres stratigrafiske placering ført til formodningen om tilstedeværelsen af en eller anden slags kontrol af møntfoden. Hos Claus Feveile tænkes denne kontrol at være hos den danske konge, mens blandt andre Kirsten Bendixen synes mere forbeholden.
Ligesom i Dorestad er sporene efter den tidlige handelsplads fundet langs vandbredden og de repræsenterer formentlig handelsboder. Boderne lå langs åens nordvestlige bred, i en henved 400 meter lang og relativt smal strimmel, og tæt vest herfor lå en stor gravplads. Såvel anlægskonstruktion, møntfund og Mainzer-vintønder brugt som brøndindsats viser en sammenhæng med handelstederne ved Rhinen og Elben's flodmundinger, langs kysten mod England samt den sydengelske vestkyst.
En 'rigtig', eller altså skriftlig historisk sammenhæng viser sig i Vita Anskarii, skrevet mod slutningen af 800-tallet. Her nævnes bynavnet i kapitel 32 (latin: vico regni sui Ripa vocato similiter locum) hvor det berettes om kongen Horik, der netop har genvundet kontrollen over Slesvig (latin: Sliaswich, en af flere stavemåder) og nu også er villig til at lade en kirke bygge i Ribe. Hændelsen hvor Hovi fordrives fra Slesvig finder sted omkring årene 853-855. Vidnesbyrd om at der faktisk blev bygget en kirke bringer historien tilbage til de arkæologiske resultater. Den kristne gravplads i Ribe kom til syne i forbindelse med udgravningerne i 2008-2012, på den sydøstlige side af åen, og sandsynliggør der har været en kirke mod 800-tallets slutning, måske endda på det sted hvor domkirken har sin plads i dag. Følger man den skriftlige kilde - altså "Vita Anskarii" - som ledetråd bliver kirken i Ribe til Skandivaniens tredjeældste, næst efter kirkerne i Slesvig og Birka.
Den første Mærkelighed, vi har at omtale under kong Haralds Regering, er Oprettelsen af tre Bispedømmer i Jylland, nemlig i Slesvig, Ribe og Aarhuus.
I 948, ved en kirkesamling i Ingelheim, omtales de tre bisper i Ribe, Aarhus, og i Slesvig, så at Ribe nu må være bispesæde, et par årtier før Jellingstenene blev rejst. En tidlig fortælling om de tre bisper findes i Adam af Bremens "Adversos Paganos" (ca. 1060), og historien om de tre bisper har nærmest altid været en del af den danske historieskrivning (omend skrevet på latin) - fra Saxo's "Gesta Danorum" (ca. 1200) og Petrus Olai's "Chronica Regnum Danorum" (ca. 1550), til den nyere tids dansksprogede kirkehistorie, ved Helvegs "Den Danske Kirkes Historie" (1862).
Med bispedømmet kom det første privilegie, givet af den tyske kejser Otto i slutningen af 900-tallet og bekræftet i samme århundrede (år 965 og år 988). Privilegiet omfattede toldfrihed for de danske bispesæder (latin: ecclesiis ~ kirkerne) der lå til ærkebispesædet i Bremen og - mere uklart - såvel ikke-gejstlige; de lægmænd der havde deres bestalling på bispegodset. Ribebispens ret til halvdelen af kongens indtægter i Ribe siges i traditionen at være fra nogenlunde samme tid, og givet af Knud den Store - et skriftligt vidnesbyrd herom mangler, men at ribebispen har den ret bliver i det følgende århundrede bekræftet. Ifølge "Ribe Bispekrønike" havde biskoppen Odinkar forinden fået pavens løfte "at Ribe Bispestol skulde blive Arvelig i hans Familie", men at bispestolen faktisk gik i arv er ikke bekræftet. Af de første bisper er der flere der kommer fra nordsøkysten i den saksiske region, udover Leofdag også Val og Oddo og senerehen, i 1100-tallet, Helias.

### Middelalderen
Ifølge "Ribe Bispekrønike" var det biskop Thure der var bygherre for den første stenkirke, i begyndelsen af 1100-tallet. Ribe Domkirke kom til at få en indviklet bygningshistorie, der også blev præget af bygningens vedligeholdelse. År 1176, igen ifølge bispekrøniken, blev stenkirken så slemt hærget af brand at det nødvendiggjorde en genopbygning, og i 1200-tallet fulgte endnu en brandhærgning. Det vides om biskop Thure han havde ledsaget Magnus den Stærke, og kong Niels år 1134 i
slaget ved Fodevig, hvor han måtte lade livet sammen med fire andre biskopper. Sigende for datidens usikre tilstande, og den deraf følgende uigennemskuelighed, er at Magnus samme år var blevet kronet til konge af kejser Lothar, tre år efter at have dræbt dennes lensmand, Knud Lavard. Erik Emune sejrherren ved Fodevig, gravlægges år 1137 i domkirken.
[om Helias] Han var af Fødsel en Flamlænder, men havde måttet forlade sit Fædreland i Anledning af et Oprør, som hans Brødre havde anstiftet. Han har altså, som det synes, været af anset Familie.
Hvor Kinch har set biskop Helias, eller Elias, stiftede domkapitlet i Ribe år 1145 så synes den sag mindre klar ifølge Nielsen, der betegner Helias' brev som indstiftelsen af domkapitlets skole. I gængs forstand har der været kanniker i Ribe omkring år 1200, og altså et domkapitel. Helias' brev er det eneste bevarede dokument for oprettelsen af et domkapitel; i parentes bemærket er der kendskab til de tre tidligste bispesæder, Slesvig, Ribe og Aarhus, får deres kapitler senere end bispesæderne i Lund, Dalby, Roskilde, Viborg, Vestervig samt Odense. Biskop og kannik havde gods som måtte forvaltes og domkapitlet var den katolske kirkes regelskrevne organisationsform til det formål, herunder hørte også vedligeholdelsen af kirkens bygninger og såvel planlægningen og varetagelsen af kirkens liturgiske opgaver. Kinch sammenligner meget forklarende til den måde et kloster fungerede, men fra beretningen i "Ribe Bispekrønike" står det alligevel klart ribekannikerne skønnede en mere verdslig levemåde end bispen. Striden mellem bisp og kannik fik en delvis afrunding først ved ærkebispens mellemkomst og nogen tid efter år 1171 fik kannikerne angiveligt kongens samtykke til at de selv kunne vælge bispen, omend det ikke kunne forhindre pavens bud, da denne indsatte biskop Omer, omkring 1184. På den anden side synes biskop Omer at have været lydhør for kannikernes ønsker.
Regnskab og arkiv for Ribe domkapitel er bevaret i den tekst der går under navnet "Ribe Oldemoder", som også er en vigtig historisk kilde. Regnskabet påbegyndtes i slutningen af 1200-tallet og er bevaret til den dag i dag. Det tidligste (skriftlige) vidnesbyrd om en kongelig afgift i det danske kongedømme, fritagelsen for ledingsfærd mod betaling, det som kaldes kværsæde, findes netop som første indtegnelse under "Privilegier for kapitlet og kannikerne" - Priuilegia pro capitulo et canonicis.
Kongen Svend Grathe indrømmer her Ribe kirkes lægmænd, "både i Byen og på Landet" - colonis tam urbicolis - at de ikke skylder hverken deltagelse i krigsfærd eller kværsæde-afgift. Ifølge Kinch - omend formuleringen er lidt uklar - peger bestemmelsen tilbage på kejser Ottos privilegie der ligeledes indrømmede kirkens lægmænd en afgiftsfritagelse. I samme skrivelse fik bispen retten til "Halvdelen af alle de kongelige Indtægter af Ribe By" og bispens privilegie bekræftes atter engang af Knud d. 6. i 1196 men optegnes nu under afsnittet "Privilegier for biskoppen" - Priuilegia pro episcopo. Kildeteksterne er summarisk beskrevet i indholdsfortegnelsen til Nielsens udgave af "Ribe Oldemoder".
Da englænderen Radulf blev kongens kansler år 1161 kom kapitlet til at stå i nær kontakt til kongehuset idet han efter kansler-tjenesten blev biskop i Ribe - Radulf er den første der vides at have været kongens kansler.
Riberhus borg blev bygget i 1100-tallet - den skriftlige dokumentation for borgens benyttelse synes at være noget senere, fra 1340, og mere indirekte også fra år 1247. Hertil kommer de gamle folkeviser der fortæller om konger, dronninger og lensmænd i Ribe og på Riberhus, der må siges at bekræfte Ribe som et ofte benyttet opholdssted for kongen. Saxo beretter Magnus den Stærke blev gift med Richiza år 1127 - datter af den vendiske fyrst Boleslaw - og Saxo bemærker brylluppet skulle holdes i Ribe fordi der var en rigdom på varer at finde der. Valdemarerne Erik Plovpenning, Abel af Danmark og Christoffer 1. har rimeligtvis ofte boet på Riberhus borg.
1228 byggede Dominikanerordenen - sortebrødrerne - et kloster, eller vist mere regelret, et ordenshus. Ordenshusets tilhørende kirke viedes til Sankt Katharine og menes opført omkring 1250. Sortebrødrerne var "kirkens nye kamporganisation" og blev i løbet af 1200-tallet hurtigt udbredt i kongedømmet. Ved deres paveligt anerkendte afladsbreve fik de økonomiske midler til opretholdelsen af ordenshuset, dels blev aflad også givet mod engagementer relateret til korstog. 1313 blev prioren Niels fra Ribe biskop i Dorpat, Estland.
I 1259 døde Christoffer 1. i Ribe og blev begravet i domkirken. På den tid havde ærkebiskop Jacob Erlandsen holdt synode i Vejle, og der besluttet at riget skulle være i interdikt hvis kongen mishandlede eller fængslede en biskop. Ærkebiskoppen blev fængslet af kong Christoffer 1259, og i historiefortællingen er bevaret mistanken til abbeden i Ryd kloster, Arnfast, der kunne have fået lejlighed til at forgifte kongen. Kongegraven siges at have været midt under domkirkens store kuppel.
Den 26. juni 1269 blev Ribe Stadsret udstedt på danehoffet i Nyborg af kong Erik 5. Klipping. Det er sådanne kongelige stadfæstelser der senere associeres til betegnelsen 'købstad' - egentlig 'købsted', henholdsvis 'købstedret'. Byen blev en af landets største, og havde en god handel med eksport af okser.
Ribe hørte til kongens og ribebispens jurisdiktion - de kongeligt privilegerede borgere satte deres byret og i bispens domæner forvaltedes kirkeretten. Bispegods og kongeligt eje som lå sydligere, dvs. i hertugdømmet Slesvig, hørte delvist med i dette retsforhold med en ikke nærmere bestemt mulighed for appel til landstinget i Viborg. I nogle landdistrikter fandtes birkeret, på samme vis med landstinget som appelinstans, men alt efter godsernes tilhørsforhold kunne det være det hertugelige sønderjydske landsting eller landstinget i Viborg. På den måde blev der en slags enklaver i det sønderjyske opland; i eftertiden kendt som de kongerigske enklaver, sikkert nok også fordi dronning Margrethe d. 1. i sin tid havde handlet sig til Trøjborg gods (nu Trøjborg Slotsruin).

### Moderne tid
Den 3. september 1580 rammes byen af "Den store brand", en fatal brand, hvor 213 huse i 11 gader brændte. Branden opstod hos rigmanden Kristen Borg i Stenbogade, hvor der, efter sigende, netop den aften var hentet meget hø ind i baggården, der lå op til Torvet og over mod Peder Dovns Slippe. Høet mentes nu selvantændt, men trods en frikendelsesdom af 21. februar 1581 måtte Borg søge kongens beskyttelse, inden han blev fri for mistanke.
Efter reformationen af de kirkelige institutioner i 1500-tallet formåede byen at bevare både handel og velstand, men mødte også andre, på sin vis naturlige, udfordringer. Således blev det i løbet af 1600-tallet vanskeligt at holde Ribe Å sejlbar, og Fanø og Mandø blev derfor brugt som ladeplads til byen, og under "den anden store manddrukning" den 11-12. oktober 1634 steg vandet i Ribe til 6,1 meter over dagligt vande. I domkirken ses fortsat et mærke, hvor vandet stod 1,7 m over gulvet.
En af landets mest omtalte hekseafbrændinger fandt sted i Ribe, da skrædderdatteren Maren Splids blev dømt som heks i 1641.
Under Torstenssonfejden i 1643-44 bliver Riberhus lagt øde, og med enevælden's tid svandt nu byens handel med udlandet til fordel for København og Aalborg. I 1700-tallet var byens storhedstid forbi, selvom håndværket stadig trivedes og byen efterhånden blev kendt for kniplings- og lærredsfremstilling.

#### Nyere moderne tid
I midten af 1800-tallet kom de første industrivirksomheder, og i 1885 jernbanen, da Bramming-Tønder-banen blev indviet, og to år senere forlænget til den tyske grænse, og videre mod Hamborg.
Anlæggelsen af Esbjerg i 1868, en splinterny industriby med direkte adgang til havet, fik sin indflydelse på erhvervene i Ribe. Der var dog fortsat fabrikker, heriblandt Crome & Goldschmidts Tekstilfabrik, Sct. Nicolaj Gade der havde ca. 120 beskæftiget i slutningen af 1800-tallet, og i midten af 1900-tallet havde Ribe Jernstøberi 520 ansatte. En god del af byens arbejdsstyrke var beskæftiget som tjenestemænd, da Ribe, helt frem til strukturreformen 2007, husede administrationen af Ribe Kommune, Ribe Stift, og Ribe Amt. Med de liberale strømninger i statsforvaltningen fulgte også flere jobs til brancherne i servicesektoren. Herefter blev byen en del af Esbjerg Kommune.

## Demografi
Tabellen viser befolkningsudviklingen i Ribe (Ribe Kommune - nedlagt 2007). Data fra før det 18. århundrede er estimater. 2006-2013 Folketal fra Danmarks Statistik. Fra 2015 officielle tal fra Esbjerg Kommune.
| År   | Befolkningstal |
| ---- | -------------- |
| 1500 | ~5.000         |
| 1591 | ~4.500         |
| 1641 | ~3.500         |
| 1672 | ~2.000         |

| År   | Befolkningstal |
| ---- | -------------- |
| 1769 | 1.827          |
| 1801 | 1.994          |
| 1850 | 2.984          |
| 1901 | 4.243          |

| År   | Befolkningstal |
| ---- | -------------- |
| 1917 | 5.105          |
| 1931 | 5.895          |
| 1955 | 7.606          |
| 1958 | 7.679          |

| År   | Befolkningstal |
| ---- | -------------- |
| 1974 | 8.256          |
| 1980 | 8.051          |
| 1982 | 8.126          |
| 1983 | 8.248          |

| År   | Befolkningstal |
| ---- | -------------- |
| 1985 | 7.981          |
| 1990 | 7.872          |
| 1995 | 8.234          |
| 1999 | 8.191          |

| År   | Befolkningstal |
| ---- | -------------- |
| 2000 | 8.112          |
| 2003 | 8.107          |
| 2006 | 8.081          |
| 2007 | 8.192          |

| År   | Befolkningstal |
| ---- | -------------- |
| 2008 | 8.229          |
| 2009 | 8.210          |
| 2010 | 8.188          |
| 2011 | 8.192          |

| År   | Befolkningstal |
| ---- | -------------- |
| 2012 | 8.187          |
| 2013 | 8.142          |
| 2015 | 8.126          |
| 2019 | 8.316          |

## Infrastruktur og transport
Ribe har to stationer på Bramming-Tønder-banen direkte forbindelse til Esbjerg, Tønder og Niebüll. Tog kører mindst hver time i løbet af dagen på hverdage; mellem cirka kl. 6 og 16 er køreplanen mellem Ribe og Esbjerg reduceret til to afgange i timen. I weekenderne kører der et tog hver anden time på hele Esbjerg-Tønder-strækningen; mellem Esbjerg og Ribe er der cirka et tog i timen (ikke en regelmæssig timekørsel). Togene drives af GoCollective og har forbindelse fra Esbjerg i retning af Varde-Nørre Nebel/Skjern.
Primærrutene 11 og 24 følger omfartsvejen Ringvejen vest om byen. Mod nordøst går Primærrute 32 til Kolding.
Blandt byens gamle gader kan nævnes: Badstuegade, Bispegade, Fiskergade, Hundegade, Præstegade, Puggaardsgade, Sct. Nicolaj Gade, Skibbroen, Stenbogade og Sønderportsgade samt Torvet.

## Økonomi og erhverv
En af byens store fremstillingsvirksomheder er Mineralvandsfabrikken Frem, der blevet etableret i 1949. I 2016 blev den overtaget af Bryggeriet Fuglsang der efter 2021 nu er del af Royal Unibrew.
Pladestudiet Hansen Studios drives af den danske producer Jacob Hansen, og bliver især brugt af til indspilning af rock og heavy metalbands. Blandt de bands, der har indspillet albums her er bl.a. Dizzy Mizz Lizzy og Volbeat.
Byens detailhandel er især centreret omkring Torvet og gågadestrækningen Overdammen, Mellemdammen og Nederdammen.
Ribe har en række hoteller, herunder Hotel Ribe og Hotel Dagmar - sidstnævnte er en del af Danske Hoteller A/S - og
Ribe Fritidscenter driver et vandrerhjem i byen. Vandrerhjemmet er medlem af Danhostel kæden og Hostelling International.
Ribes turisme er international, og ser specielt mange tyske turister.

## Uddannelse
- Gymnasiet Ribe Katedralskole, siden 2019 med merkantile uddannelser efter en fusion med Ribe Handelsskole.[55]
- VUC har en afdeling (campus) i Ribe - VUC Vest.

Tidligere uddannelsesinstitutioner
- Ribe Statsseminarium, udbød både HF og læreruddannelse, men i 2009 flyttede University College Syddanmark lærerseminariet til Esbjerg.
- Ribe Handelsskole fusionerede med katedralskolen i januar 2019.

## Kultur
Ribe har en autentisk atmosfære[kilde mangler] med midtbyens brostensbelagte gader og bindingsværkshuse helt tilbage fra 1400-tallet.[kilde mangler]
I byens centrum er der  mange specialbutikker. I byens udkant finder man blandt andet varehuse og et indkøbscenter. Langs Ribe Å-deltaet, som løber gennem den gamle bydel er der rekreative områder med sluser og mange vandløb.
I april/maj er der et internationalt vikingemarked. i maj måned er der Tulipanfest, i juli  der Ribe Jazz Festival, i september Vinfestival. I september er der også Rued Langgaard Festival  med musik af komponister fra det 19. og 20. århundrede. Derudover er der også mere traditionelle kulturtiltag som Ribe By Night og Kulturnatten.
Ribe kaldes "Storkenes by". Storkene har kun været på visit de senere år og har ikke ynglet i byen, men byens storkereder klargøres stadigt hvert år.
Ribe blev valgt til "Europe's Best Big Time Small Destination" af Global Grasshoppers i 2014.

### Museer
Ribe Kunstmuseum er indrettet i en stor villa, som blev opført i 1860'erne. Museet blev grundlagt i 1891 og fremviser dansk kunst fra 1750 og frem til 1950.
Museet Ribes Vikinger har til huse i byens tidligere elværk. I 1993 kom der en finansiel støtte fra Villum Fonden, og tilligemed kommunens byggebevilling samt (daværende) Ribe Amts anlæg af en parkeringsplads, kunne museet åbne to år senere.
I sommeren 2020 åbnede HEX! Museum of witch hunt, der omhandler Maren Splids og heksejagten i Ribe og Europa. Åbningen blev udskudt 10 dage, da coronakrisen havde forsinket arbejdet med at restaurere de gamle bygninger.
Jacob A. Riis Museum er dedikeret til journalisten Jacob A. Riis, der boede i New York City i slutningen af 1800-tallet.
I oplandet
Lustrup 2 km syd for Ribe: Hos det arkæologiske frilandsmuseum Ribe Vikingecenter findes blandt meget andet rekonstruerede bygninger, opført i konsultation med Sydvestjyske Museer og centeret har såvel et praktisk samvirke med gymnasiet og folkeskolerne, samt flere revival-foreninger.
I Vester Vedsted 7 km sydvest for Ribe, øst for Mandø ligger Vadehavscentret, der arrangerer udstillinger om områdets geologi og biologi, til at formidle formålet om at "øge kendskabet til og forståelsen for Vadehavet og marsken".

### Arkitektur
Ribe ligger har mange velbevarede gamle bygninger, og den er med på Den europæiske rute for teglstensgotik.
Byens mest berømte bygning er nok Ribe Domkirke på Torvet, som er den eneste femskibede kirke i Danmark. Den nuværende kirke er påbegyndt omkring år 1150, man mener at kirken i sit omrids afspejler kirkebygningen fra 1300-tallet, herunder også det store tårn, mens den femskibede konstruktion kom til i 1400-tallet. Den er bygget i romansk stil og regnes i dag for at være den bedst bevarede romanske domkirke i Danmark.[kilde mangler] I Borgertårnet fra 1333 er de adgang for offentligheden med udsigtsplatform på toppen.
Riberhus blev opført i 1100-tallet. I dag er kun rester af fundamentet tilbage, men den store borgbanke er bevaret.
Sankt Katharine Kirke og kloster. Den nuværende kirkebygning er fra omkring 1746. Kloster og kirke ligger hvor de altid har ligget, og fremtræder som et samlet anlæg med en historie der går tilbage til 1228 - pånær den sydøstre del af klosterhaven der i 1928 blev til en parkeringsplads.
Ribe gamle Rådhus på Von Støckens Plads, et stenhus bygget 1496, fungerede som rådhus fra 1709 helt frem til 2007.
Den Gamle Arrest på Torvet blev opført som kapellanbolig for hjælpepræsten i 1546.
I Puggårdsgade ligger Taarnborg, en bispebolig fra slutningen af 1500-tallet og et af de bedst bevarede eksempler på renæssance-arkitektur i landet.
Der findes mange bygninger fra den tidlige moderne tid, heriblandt flere restaurerede bindingsværkshuse. Derudover findes Den Gamle Avlsgård i Ribe fra slutningen af 1800-tallet, og to vandtårne: Dagmarsgade Vandtårn opført 1887 der fungerede indtil 2011 samt Tangevej Vandtårn bygget 1907 og i drift indtil 1990.

### Sport
Ribe Fritidscenter er et idrætsanlæg med bl.a. svømmehal og sportshaller, og er en gang imellem hjemmebane for håndboldklubben Ribe-Esbjerg HH. Desuden findes håndboldklubben Ribe Håndboldklub.
Ribe Boldklub er byens fodboldklub. I 1970'ern var der et meget stærkt kvindehold, der vandt danmarksmesterskaberne fem gange.

### Venskabsbyer
Følgende byer er venskabsbyer med Ribe:
- Krems, Østrig
- Balleroy, Frankrig
- Güstrow, Tyskland
- Ratzeburg, Tyskland
- Leikanger, Norge
- Strängnäs, Sverige
- Tainan City, Taiwan
- Ely, Storbritannien

Venskabsbyforeningen i Ribe er en privat forening, som blev stiftet i 1983. Dens formål er at være igangsættende og rådgivende for udveksling og kontakt med de af Ribe byråd etablerede venskabsbyforbindelser.

## Kendte ripensere
Æresborgere i Ribe
- Stiftsfysikus J.J. Kiær (1911)
- Byarkivar C.N. Termansen (1934)
- Redaktør N.C. Willemoes (1946)
- Formand for Ny Carlsbergfondet Hans Edvard Nørregård-Nielsen (2005)

Andre kendte personer
- Anders Bording, dansk digter og journalist
- Hans Adolph Brorson, biskop, salmedigter
- Anders Dahl-Nielsen, håndboldspiller og -træner
- Emil Christian Hansen, dansk ekspert i gæringsfysiologi
- Erik Hansen, arkitekt
- Bodil Hauschildt, dansk fotograf
- Rasmus Heide, dansk filminstruktør
- Birte Kjems, fodboldspiller og verdensmester
- Jens Bodewalt Lampe, dansk-amerikansk komponist og pianist
- Finn M. Lassen, Travtræner
- Holger K. Nielsen, politiker
- Jens Olsen, dansk urmager, låsesmed og astromekaniker
- Poul Pava, billedkunstner
- Jacob A. Riis, dansk-amerikansk fotograf
- Børge Ring, instruktør og animator

## Galleri
- Udsigt mod øst.
- Udsigt mod Ribe Å.
- Riberhus Slotsbanke.
- Puggaardsgade
- Det gamle rådhus i Ribe.
- Grydergade i 1905.
- Ribes byvåben viser domkirken og de tre løver fra rigsvåbenet.
- Sortbrødregade.
- Statuen af Dagmar på Riberhus.

### Supplerende litteratur
- Otto Smith & V. Hermansen, Ribe Bys Historie, 2 bind, 1936-1946.
- Dansk Center for Byhistorie og Esbjerg Byhistoriske Arkiv, Redaktør: Søren Bitsch Christensen, flere forfattere Ribe Bys Historie. Bind 1-3. Udkommet 2010